# Tanacross
Tanacross (Tananacross: Taats’altęy) ist ein Ort und ein census-designated place (CDP) in der Southeast Fairbanks Census Area in Alaska in den Vereinigten Staaten. Das U.S. Census Bureau hatte bei der Volkszählung 2020 eine Einwohnerzahl von 144 ermittelt.

## Geographie
Der Ort Tanacross befindet sich im oberen Tanana Valley 18 km westlich von Tok. Der 472 m hoch gelegene Ort liegt am linken, südlichen Flussufer des Tanana River. Der Alaska Highway (Alaska Route 2) führt südlich an Tanacross vorbei. Der östlich von Tanacross gelegene Flugplatz Tanacross wird vom Bureau of Land Management betrieben.
Das Tanacross CDP hat eine Längsausdehnung in WSW-ONO-Richtung von 22 km. Es wird im Norden von einem rechten Altarm des Tanana River begrenzt. Im Westen wird verläuft der Yerrick Creek entlang der CDP-Grenze und mündet in den Tanana River. Im äußersten Westen liegt der Moon Lake mit dem Moon Lake State Recreation Site. Im Westen und Südwesten des CDP-Gebietes erhebt sich ein Gebirgskamm der Alaskakette mit dem 2055 m hohen Mount Neuberger an der südlichen CDP-Grenze.
Das Tanacross CDP grenzt im Osten an das Tok CDP. Das Dot Lake CDP befindet sich 15 km nordwestlich vom Tanacross CDP.

## Geschichte
Das Dorf geht auf die Telegraphenstation "Tanana Crossing" zurück, deren Telegraphenleitungen den Tanana River überspannten. Tanacross erschien erstmals beim Zensus 1920 als das „unincorporated village“ "Tanana Crossing" mit 101 Einwohnern. 1932 wurde der Name in "Tanacross" geändert. Tanacross wird seit dem Zensus 1980 als ein census-designated place geführt.

## Demografie
Zum Zeitpunkt der Volkszählung im Jahre 2020 (U.S. Census 2020) hatte Tanacross 144 Einwohner auf einer Landfläche von 204,89 km². Von den Einwohnern waren 13 Weiße sowie 119 amerikanisch-indianischer Abstammung. Beim Zensus 2000 wurde eine Einwohnerzahl von 140 ermittelt, beim Zensus 2010 war die Zahl 136.